# 神田松麻呂
神田 松麻呂（かんだ まつまろ、1991年9月10日 - ）は、日本講談協会、落語芸術協会に所属する講談師。三代目神田松鯉門下の二ツ目。本名∶西島 大輔。血液型A型。

## 経歴
東京都文京区出身。桐朋学園芸術短期大学芸術科演劇専攻卒業。
2018年6月に三代目神田松鯉に入門。前座名「松麻呂」。
2022年8月より二ツ目昇進。落語芸術協会においても同年9月下席より、落語家の柳亭楽ぼう改メ五代目柳亭春楽とともに二ツ目に昇進する。

## 人物
- 趣味は、演劇鑑賞(特につかこうへいの作品、藤山寛美が好きとのこと)、デパ地下巡り[4]。
- 弟はバレエダンサーの西島勇人（ブライトステップ代表）[5]。

## 芸歴
- 2018年
  - 6月 - 三代目神田松鯉に入門。
  - 9月 - 楽屋入り。
- 2022年
  - 8月 - 日本講談協会において二ツ目昇進。
  - 9月 - 落語芸術協会において二ツ目昇進。

## メディア活動
- 神田松麻呂のよそで言っちゃダメですよ（2025年4月7日 - 放送中、STVラジオ）